# Алдень
Алдень, Алдені (рум. Aldeni) — село у повіті Бузеу в Румунії. Входить до складу комуни Чернетешть.
Село розташоване на відстані 110 км на північний схід від Бухареста, 19 км на північ від Бузеу, 100 км на захід від Галаца, 96 км на схід від Брашова.

## Населення
За даними перепису населення 2002 року у селі проживали 527 осіб, усі — румуни. Усі жителі села рідною мовою назвали румунську.